# Акатьево (Вологодская область)
Акатьево — деревня в Белозерском районе Вологодской области.
Входит в состав Антушевского сельского поселения (с 1 января 2006 года по 9 апреля 2009 года входила в Бечевинское сельское поселение), с точки зрения административно-территориального деления — в Бечевинский сельсовет.
Расстояние до районного центра Белозерска по автодороге — 46 км, до центра муниципального образования села Антушево по прямой — 23 км. Ближайшие населённые пункты — Гора, Марково, Софиевка.
| 2010 |
| ---- |
| 0    |